# 亞歷山大·謝爾巴
亞歷山大·瓦西廖維奇·謝爾巴（烏克蘭語：Олександр Васильович Щерба，羅馬化：Olexander Vasyliovych Scherba，1970年6月22日—），烏克蘭外交官，曾在2014年至2021年擔任烏克蘭駐奧地利大使。

## 生平
謝爾巴在1993年畢業於基輔謝甫琴科大學，並在2001年獲得政治學博士學位。
謝爾巴於1995年3月進入外交部門工作。於1996年至2000年擔任烏克蘭駐德國大使館隨員及三等秘書。於2000年至2003年擔任烏克蘭外交部長阿納托利·茲連科的一等秘書、副參謀長及演講稿撰寫人，並幫助其撰寫《政治與外交》一書。於2004年至2008年擔任烏克蘭駐美國大使館的顧問。他是國會與國際猶太組織的聯絡官。2004年11月22日，他撰寫了抗議烏克蘭總統選舉偽造的聲明，大使館的另外三名外交官也加入了該聲明。
2008年以來，謝爾巴作為專欄作家為烏克蘭中央週報《每週鏡報》撰稿。2008年至2009年，他在烏克蘭外交部的歐盟部門工作。2009年至2010年總統競選期間，他是當時總統候選人阿爾謝尼·亞采紐克的顧問。2010年至2013年，他擔任烏克蘭外交部的無任所大使。2013年至2014年，他擔任烏克蘭第一副總理謝爾蓋·阿爾布佐夫的顧問，負責與IMF與歐盟談判（特別是烏克蘭－歐洲聯盟聯合協議的準備）。
2014年2月至11月間，謝爾巴回到烏克蘭外交部擔任無任所大使，並參加信息小組，反擊俄羅斯在克里米亞及頓巴斯的侵略行為。他是烏克蘭總統彼得·波洛申科在2014年9月於美國國會演講的主要作者。2014年11月17日，他被任命為烏克蘭駐奧地利大使。
謝爾巴的著作《來自黑暗的疫苗》於2020年以烏克蘭語出版，烏克蘭筆會將其列入2020年散文類最佳圖書前15名。
2021年4月28日，他被召回擔任駐奧地利大使，並於2021年7月11日正式卸任。